# Melanolophia defimaria
Melanolophia defimaria är en fjärilsart som beskrevs av Walker 1860. Melanolophia defimaria ingår i släktet Melanolophia och familjen mätare. Inga underarter finns listade i Catalogue of Life.